# Marimí del Pozo

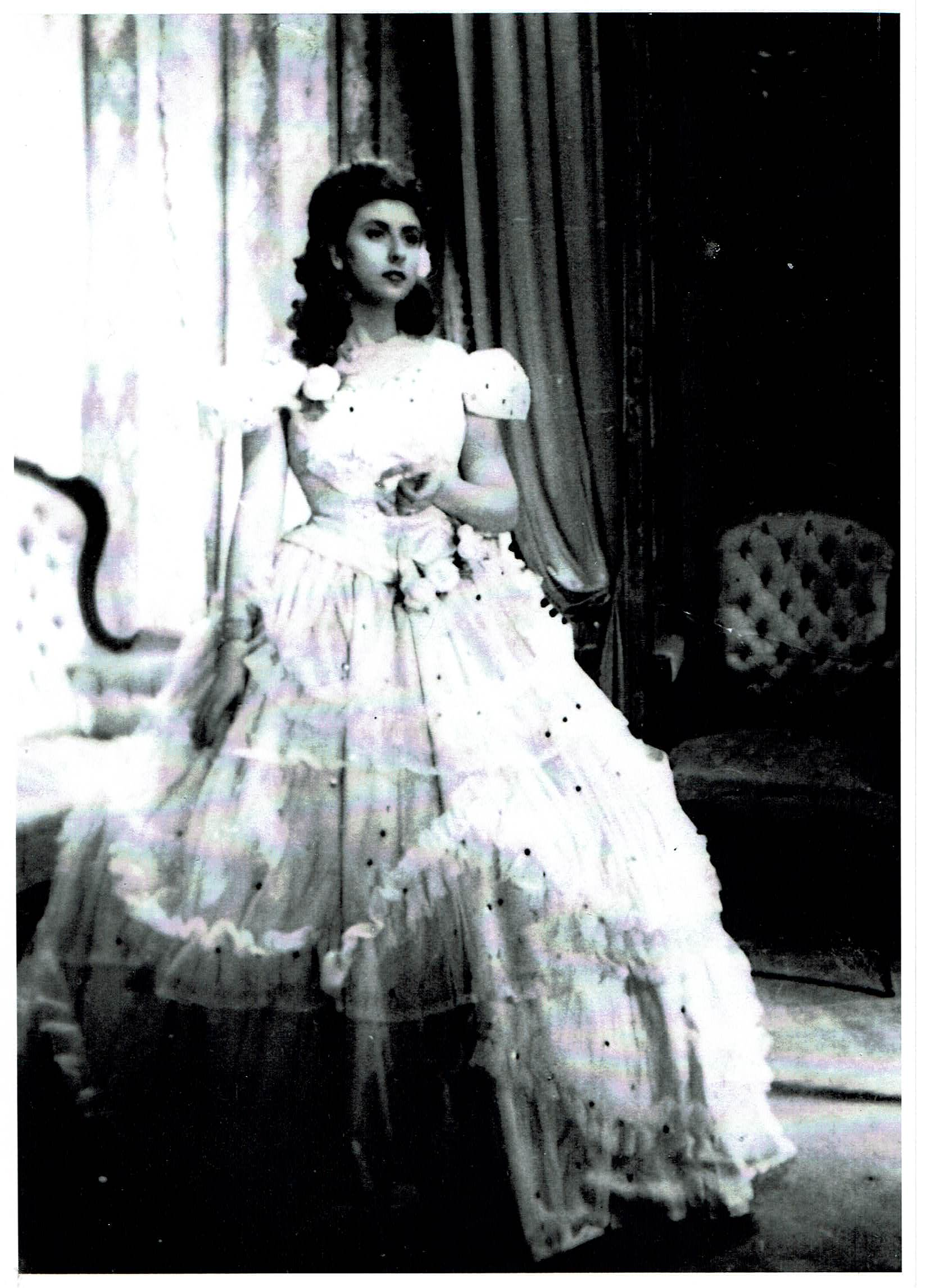
Marimí del Pozo a La Traviata

María de los Milagros Rodríguez Nieto, coneguda amb el nom artístic de Marimí del Pozo (Madrid, 29 de gener de 1928 - Madrid, 15 de maig de 2014) fou una soprano lleugera o coloratura i professora de cant espanyola.

## Biografia

### Orígens i estudis
Va pertànyer a una nombrosa saga de cantants lírics, ja que els seus pares van ser el baix Carlos del Pozo -els cognoms reals del qual eren Rodríguez del Pozo i feia servir el segon com a nom artístic- i la soprano Ramona Nieto, al seu torn germana de les famoses Ángeles Ottein i Ofelia Nieto. Fins als disset anys es va formar en el cant sota la tutela de la seva tia Ángeles i va obtenir el títol al Reial Conservatori Superior de Música de Madrid.

### Carrera com a intèrpret
El 1945 va debutar, en substitució de la titular en un Rigoletto representat al Teatre de la Zarzuela i acompanyada del veterà tenor Hipòlit Lázaro i el baríton Pau Vidal. La seva actuació va tenir un gran èxit i se li va oferir un contracte per a una sèrie de representacions a Sevilla. El 1946 viatja a Portugal, on canta en una Companyia junt amb Lauri Volpi, Mario Filippeschi i Tito Schipa. El 1947 va tornar triomfalment a Madrid amb Lucia di Lammermoor. Aquest mateix any va debutar al Gran Teatre del Liceu de Barcelona amb La sonnambula, al costat de Pasero i Giuseppe di Stefano, a més d'actuar en diverses ciutats espanyoles -Oviedo, València i de nou Sevilla-, així com a Portugal i Marroc.
| « | Ahir a la nit es va cantar Rigoletto, amb el teatre ple de gom a gom, per debut de Marimí del Pozo, filla i deixeble de l'inoblidable Carlitos del Pozo. La seva Gilda és, senzillament, del millor que hem escoltat. Marimí té una veu de timbre deliciós i està dotada per a les altes tessitures. Va ser aclamada amb veritable entusiasme durant tota la nit i va obtenir un triomf total en la seva presentació, de manera que es pot assegurar que serà una esplèndida realitat en el teatre. | » |
| — Hoja del Lunes, Asociación de prensa, dilluns 05/03/1945, http://prensahistorica.mcu.es/es/catalogo_imagenes/grupo.cmd?interno=S&posicion=2&path=7149133&presentacion=pagina | |   |

Ella mateixa es referia anys més tard, en una entrevista, a la seva estrena de la següent manera:
| «                                   | No va fer que em posés nerviosa, ja que, tot i haver hagut de preparar l'actuació en dos dies, ja tenia un total de dotze obres estudiades i sabia perfectament els passos que havia de fer. Posteriorment, i a la mateixa setmana, vaig interpretar El Barber de Sevilla i La Traviatta. | » |
| — Marimí del Pozo, Diario_de_Ferrol | |   |

A finals de 1947 canta en una sèrie de concerts a Zúric, en un dels quals hi és present Richard Strauss, el qual la va felicitar personalment per la seva actuació. El 1948 va realitzar una extensa gira pels principals teatres del nord d'Europa: va cantar a l'Òpera Reial d'Estocolm en presència del Rei Gustau V, al Teatre Reial de Copenhaguen, a Hèlsinki, Amsterdam i Oslo, ciutats en les quals va actuar amb freqüència en els següents anys. En aquesta gira va fer concerts en els quals a la primera part ella cantava obres per a veu i piano, i a la segona Gaspar Cassadó interpretava obres per a violoncel i piano. Més tard aquell mateix any va marxar de gira als Estats Units, on va cantar al Metropolitan de Nova York a més d'altres teatres. En ocasió del centenari de l'estrena de Rigoletto, va ser convidada a cantar al Teatro alla Scala de Milà, però per motius de contracte amb el Liceu no va poder arribar a cantar-hi i va acabar representant la mateixa òpera al Liceu amb Gino Bechi i Giuseppe Casali.
El 1951 va gravar un disc per a His Master's Voice a Londres amb Anatole Fistoulari i la Philharmonia Orchestra, en el qual incloïa fragments de Lucia di Lammermoor, El Carnaval de Venècia de Benedict, La Sonnambula i obres de compositors espanyols com els Cuatro Madrigales amatorios de Joaquín Rodrigo, entre d'altres. Obres canòniques en el repertori d'òpera com ara La traviata, L'elisir d'amore, la Sonnambula i El barber de Sevilla van figurar també en el seu repertori.
Va formar part de la Companyia d'Òpera de Cambra de Madrid de Joaquín Deus, amb qui va cantar les peces La serva padrona i Il segreto di Susanna el 1955, i va estrenar Bromas y veras de Andalucía, entre d'altres.
Va rebre el Premi Nacional Líric, el Premi Nacional Ofelia Nieto, el Premi Extraordinari Lucrecia Arana i la Medalla d'or del Cercle de Belles Arts de Madrid.

#### Col·laboració amb compositors espanyols
Marimí del Pozo va col·laborar i mantenir una intensa relació de treball amb els grans compositors espanyols del moment, com ara Eduard Toldrà, Frederic Mompou o Joaquín Rodrigo. Precisament de Rodrigo va ser de qui va estrenar les 12 cançons espanyoles (1951) el 03/05/1951, a l'Ateneo de Madrid i acompanyada de Victoria Kamhi, dona del compositor i amb la qual va realitzar nombroses gires. El 1950 Rodrigo havia escrit per a ella la cançó Primavera, basada en un text de Guillermo Fernández Shaw, i que va ser estrenada per ella mateixa i Carmen Vivó al Teatre Gran Via de la Societat Filharmònica de Salamanca el 30/03/1951.

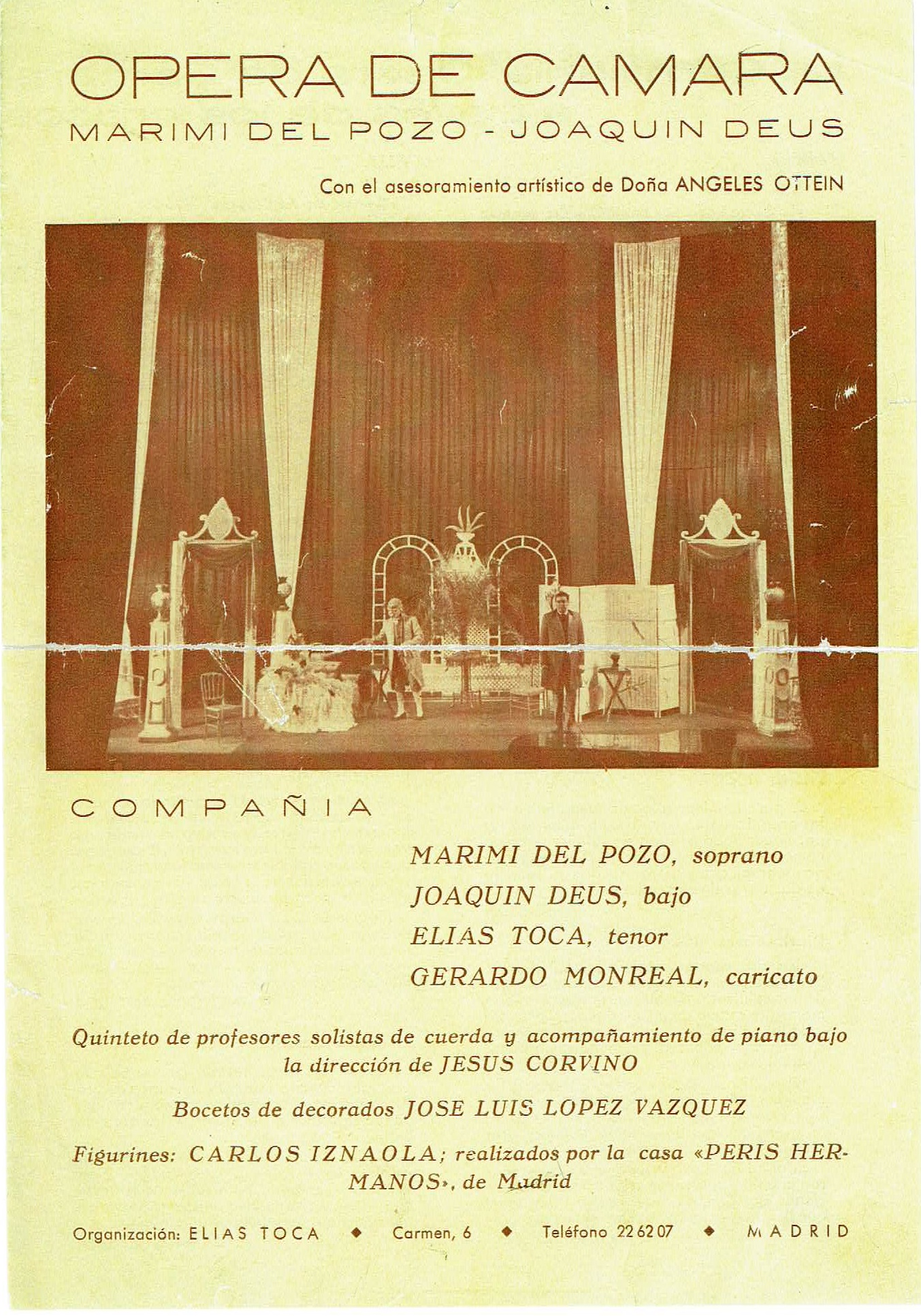
Programa de la companyia Ópera de cámara en el qual s'hi esmenta a Marimí del Pozo, la seva tia Ángeles Ottein i el seu marit Elías Toca.

### Carrera com a professora
El 1961 es va retirar dels escenaris per dedicar-se a la seva família. Va contreure matrimoni amb l'ex-tenor Elías Toca, amb el qual havia cantat a la companyia Òpera de Cambra i amb qui va tenir quatre fills. El 1965 va patir un greu accident de trànsit que va resultar en disset fractures i un coma de cinc dies, a més de fer que no pogués tornar a cantar en públic, per la qual cosa va dedicar-se a l'ensenyament la resta de la seva vida.
El 1978 va obtenir la Càtedra de Tècnica de Cant i Interpretació a l'Escola Superior de Madrid, i també va tenir una important carrera com a professora, ja que va formar moltes generacions de cantants. Va ser professora al Teatre San Carlos de Lisboa, a més de participar com a jurat en nombroses competicions, com ara els Concursos de Cant Julián Gayarre o Ricard Viñes. També va participar en nombrosos cursos d'estiu, com ara Música en Compostela, en el qual va donar classes en diverses edicions entre 1996 i 2003.
L'extremada elegància i bellesa de la seva veu feien que la música fos la protagonista i passés per davant de les qualitats vocals, les quals entenia com un instrument per transmetre l'art. En una entrevista al Diario de Ferrol del 18/01/2000 deia, referint-se al cant:
| «                                   | Alguna cosa màgica, misteriosa, intangible, que crea i alhora comunica al públic una bellesa que en ocasions no és la mateixa que volem fer. […] Un cantant, de la mateixa manera que un instrumentista, ha de ser primer músic. […] Ser cantant comporta una immensa bellesa, ja que implica portar el propi instrument de treball dins nostre. | » |
| — Marimí del Pozo, Diario de Ferrol | |   |